# Миколай Русин (бурмистр)
Миколай Русин  (нім. Nicolaus або Neco Rewsse, д.-рус. Никкюсъ Рѹсъ) — львівський міщанин XIV—XV ст., купець. Лавник (1402—1406), війт Львова (1402-1403), міський райця (1406—1418) та  бурмистр Львова (1407).

## Життєпис
Перший відомий війт і бурмистр Львова руського походження. До цього Львовом керували представники німецької громади міста.

В жовтні 1408 р. брав участь в посольстві Львова до молдавського правителя Олександра Доброго разом з львівськими купцями Мичком Куликівським, Яном Зоммерштайном та Йоганном Ворстом і міським писарем Йоганном. Посольство отримало дозвіл купцям зі Львова, руської та подільської земель вільно торгувати в Молдавії після сплати відповідних мит та податків.